# Wahunsunacock
Wahunsenacawh, 17. századi angol írásmóddal Wahunsunacock, gyakori nevén Powhatan főnök az észak-amerikai póheten törzs főnöke volt. 1545. június 17. körül született és 1618 körül halt meg. Törzse a mai Virginia állam területén élt, Tenakomakah területén, amikor először felvették a kapcsolatot az európaiakkal. Ő volt Pokahontasz apja.

## Neve
A Powhatan eredetileg az egyik város neve volt, ahol élt, a mai Richmond városának keleti részén. Így hívták a közeli folyót is, melynek ma James folyó a neve. Mikor hatalmas birodalmat hozott létre és a legtöbb virginiai partvidéki törzs neki fizette az adót, címként vette fel a Powhatan nevet.
A 17. századi angol nyelvet még nem sztenderdizálták, és az algonkin nyelv hangjait nehéz visszaadni. Az algonkin szavakat számos különböző módon írták le. A 19. században Charles Dudley Warner, aki sokat idézte John Smith írásait, így ír Pocahontasról írt esszéjében: "1618-ban meghalt a nagy Powhatan, ki sok évet élt meg és kiélvezte a harcot és az élet vad örömeit. Számos neve és címe volt, saját népe Ottaniacknak, Mamauatonicknak, jelenlétében pedig leggyakrabban Wahunsenasawknak hívta." A szövegben több változatot használ minden névre:
- Powhatan, a városnév
  - Powhatan, Powatan, Powhaten, Pohetan, Powhattan, Poughwaton,
- A weroance cím, mely talán főnököt jelentett
  - weroance, weeroance, wyrounce, wyrounnces, werowance, wyroance, werowans
- A Wahunsunacock név
  - Wahunsunacock, Wahunsenasawk, Wahunsenacawh, Wahunsenacock
- A Mamanatowick cím, mely talán nagy főnököt jelentett
  - Mamanatowick, Mamauatonick

## Élete
Keveset tudni Powhatan életéről azelőtt, hogy 1607-ben megérkeztek volna az angol telepesek. 4-6 törzs főnökségét örökölte, és diplomáciával vagy erővel egy kb. 30 törzsből álló törzsszövetséggé, a Powhatan Konföderációvá bővítette a 17. század elejéig. Népessége 10-15 000 fő lehetett
1607 decemberében John Smith angol katonát és felfedezőt, Jamestown kolónia egy vezetőjét elfogta egy vadászexpedíció, melyet Powhatan főnök öccse, Opechancanough vezetett. A foglyot Werowocomocóba vitték, ami Powhatan fővárosa volt a mai York folyó mellett. Smith 1624-ben írt beszámolója szerint Powhatan fiatalabbik lánya, Pokahontasz (akinek valódi neve Matoaka volt, a Pokahontasz a beceneve) megakadályozta, hogy apja kivégezze Smitht. Smith korábbi, 1608-ban és 1612-ben írt jelentéseiben azonban ez a részlet nem szerepel, ezért a történészek kételkednek pontossága felől. Többen úgy tartják, egy szertartásról lehetett szó, melynek során Smitht befogadták a törzsbe.
1609 januárjában Smith feljegyezte, hogy német munkásokkal angol stílusú házat építtetett Powhatannak Werowocomocóban, cserébe ételért, melyet az indiánok biztosítottak az éhes kolóniának. Smith egy csapat férfival érkezett, és mindkét oldal rajtaütésre számított. Smith továbbhaladt Opechancanough falujába. Mikor megtámadták, fegyvert szegezett a főnökre az indiánok előtt. Amikor visszatért Werowocomocóba, az építkezést félbehagyva találta, a németek átálltak Powhatan oldalára. A mai Wicomico faluban a virginiai Gloucester megyében ott áll Powhatan kéménye, mely annak az épületnek a rekonstruált romjainak a része, melyeket a hagyomány a Powhatan számára épített félbehagyott ház alapjainak tart.
2003-ban kutatók arra a következtetésre jutottak, hogy Werowomocomo nyugatabbra terült el a York folyótól, a Purtan öbölnél. Itt régészek egy nagy települést találtak, ami 1200 körül alakulhatott ki, földerődítményei pedig 1400 körül. Számos lelet, közte európai áruk arra utalnak, az 1600-as évek elején kapcsolatban álltak az angolokkal. 2006-ban a Werowomocomo Régészeti Lelőhely bekerült a történelmi jelentőségű helyek országos jegyzékébe. Az ásatásokat a College of William and Mary folytatja.
Powhatan új fővárosának Orapakest tette meg, ami kb. 80 km-re nyugatra volt egy mocsárban a Chickahominy folyónál, közel a mai Interstate 64 és Interstate 295 autópályák kereszteződéséhez. Valamikor 1611 és 1614 között még északabbra ment, Matchutba, a mai King William megyébe a Pamunkey folyó északi partján, ahol öccse, Opechancanough uralkodott Youghtanundban.
Mire Smith 1609-ben elhagyta Virginiát, a törékeny béke már repedezett. A konfliktusok hamar az első angol-powhatan háborúhoz vezettek, és az angolok tovább terjeszkedtek, Jamestownon túlra, Powhatan területére. Két Powhatannak alárendelt törzset, a kecoughtan és paspahegh törzseket gyakorlatilag elpusztította a háború elején. Powhatan Nemattanewt küldte az angolok ellen a James folyó felső folyásánál, de az angolok tartani tudták magukat Henricusnál. Mikor az angolok 1613-ban elfogták Pocahontast, Powhatan békét kért. A béke akkor jött el, amikor Pocahontas 1614-ben házasságot kötött John Rolfe dohányültetvényessel.
Közben az angolok továbbterjeszkedtek a James-folyó mellett. Az idős Powhatan késői éveiben nem sok eredményt ért el, Opechancanough kezében volt az igazi hatalom.
Wahunsunacock 1618-ban meghalt és hivatalosan öccse, Opitchapam lett a nagyfőnök, a legnagyobb hatalom azonban legifjabb öccsük, Opechancanough kezében összpontosult. Ő az 1622-es indián mészárlás és az 1644-es támadások során megkísérelte kiszorítani az angolokat Virginiából, ami végül törzse pusztulásához vezetett.
Lányán, Pocahontason keresztül Wahunsunacock az előkelő Rolfe család egyik ősapja lett.

## Megjelenése
Smith így írt Powhatanról A True Relation of such Occurrences and Accidents of Note as Happened in Virginia című művében (1608):
"...császáruk büszkén feküdt egy egy láb magas ágyon, tíz vagy tizenkét pokrócon, nyakában több nagy gyöngyből álló nyaklánc; rahaughcumsba [raccoon skins, azaz mosómedvebőr] burkolózott. Fejénél egy nő ült, a lábánál egy másik, főemberei a tűz két oldalán ültek, osszesen tízen, mögöttük ugyanennyi fiatal nő, mindnek fehér gyöngyös lánc a vállain, fejüket vörössel festették, ő pedig oly fenséges tartással ült köztük, hogy egészen csodálni kezdtem, hogy egy meztelen vadembertől ilyet látok."
A "Powhatan köpönyege" nevű őzbőr köpenyt, melyet kagylókból kirakott minták és alakok díszítenek, az oxfordi Ashmolean Museum őrzi. Állítólag a törzsfőé volt, de ez kérdéses. Annyi bizonyos, hogy az egyik legkorábbi észak-amerikai tárgy, ami európai gyűjteményben fennmaradt, eredetileg minden bizonnyal egy magas pozíciót betöltő indiáné volt, mert értékes kagylógyöngyökből készült.
1906-os Lives of Famous Chiefs (Híres törzsfőnökök élete) című művében Norman Wood is leírta Powhatant, ahogy kinézett abban az időben, amikor az angolok találkoztak vele. Azt mondták, "magas, arányos testű férfi, komor külsejű, haja őszül, szakálla olyan vékony szálú, mintha nem is lenne, korban hatvan körül járhat, teste erős, bármilyen munkára képes."

## Powhatannal kapcsolatban álló helyek
- Powhatan sírdombja állítólag a virginiai Pamunkey Indián Rezervátumban van. Maradványait testvére, Opechancanough hozatta ide.
- A Virginia állambeli Powhatan megyét róla és törzséről nevezték el, de valójában valamivel nyugatabbra van az ő területüktől.
- Richmond városában a Powhatan domb állítólag Powhatan főnök egykori falujának közelében van. Mint a powhatan törzs fővárosát, a törzsfőnök egy alattvalója, Parahunt vagy Tanx ("kicsi") Powhatan irányította. Az angolok, amikor először találkoztak vele, összetévesztették a nagy Powhatannal.
- Powhatan főnök központi települése, Werowocomoco állítólag ott helyezkedett el, ahol most régészeti lelőhely van, a virginiai Gloucester megyében. Szerepel az országos történelmi helyek jegyzékében.

## Megjelenései fikcióban
- Douglass Dumbrille alakította a törzsfőnököt 1953-ban a Captain John Smith and Pocahontas című filmben.
- Russell Means volt a hangja az 1995-ben készült Pocahontas című Disney-rajzfilmben.
- A Pocahontas: The Legend című 1995-ös filmben Gordon Tootoosis kanadai színész alakította.
- A 2005-ös The New World című filmben a kanadai August Schellenberg alakította.
- A Civilization IV: Colonization című számítógépes játékban a kongresszus lehetséges tagjaként szerepel.

## További olvasmányok
- David A. Price, Love and Hate in Jamestown: John Smith, Pocahontas, and the Start of A New Nation, Alfred A. Knopf, 2003